# 渡辺栄一
渡辺 栄一（本姓:渡邉榮一、わたなべ えいいち、1918年（大正7年）10月11日 - 1997年（平成9年）6月16日）は、日本の政治家、酒造家。自由民主党衆議院議員（10期）。
岐阜県美濃加茂市出身。1990年（平成2年）勲一等旭日大綬章受章。

## 来歴・人物
御代桜醸造社長・渡辺栄三郎の息子として生まれた。1938年（昭和13年）名古屋高等商業学校（現・名古屋大学）卒業。卒業後は家業の酒造業・御代桜に従事。徴兵され陸軍主計大尉に進み除隊した。
岐阜県太田町長を2期務め、1954年からは新たに誕生した美濃加茂市の初代市長を3期務めた。市長在任中の1963年（昭和38年）第30回衆議院議員総選挙に旧岐阜2区から自民党公認で出馬し初当選（当選同期に小渕恵三・橋本龍太郎・小宮山重四郎・伊東正義・田中六助・渡辺美智雄・佐藤孝行・藤尾正行・中川一郎・三原朝雄・鯨岡兵輔・西岡武夫・奥野誠亮など）。
以降、1990年（平成2年）第39回総選挙まで連続当選10回を重ねたが、1972年の第33回総選挙では、和良村が村ぐるみで渡辺を支援した結果、村長、助役、村議会議長、村議らが選挙違反で逮捕され、村議会も自主解散に追い込まれるという事件が発生した。
国会議員時代には船田中に師事し、船田派のメンバーであった。船田中が亡くなった後には竹下登率いる経世会に所属した。
第2次佐藤内閣・建設政務次官、第3次佐藤内閣・文部政務次官、衆議院建設委員長、同懲罰委員長、同決算委員長、自民党治水治山海岸対策特別委員長、同国対副委員長、同副幹事長、同総務、同経理局長、同全国組織総局長、同岐阜県連会長などを務め、1979年11月、第2次大平内閣の建設大臣として初入閣した。1993年（平成5年）政界引退。
1997年6月16日、肺炎のため死去。享年78。

## 著作
- 『住宅と私』行政問題研究所、1982年。

## 親族
- 長男は元・美濃加茂市長の渡辺直由。